# Ernée
Ernée is een gemeente in het Franse departement Mayenne (regio Pays de la Loire). De gemeente telde 5.511 inwoners op 1 januari 2022. De plaats maakt deel uit van het arrondissement Mayenne.
Ernée is een kleine stad waar de landbouw nog steeds belangrijk is, met name de veeteelt. In de gemeente ligt het motorcrosscircuit van Vahais.

## Bezienswaardigheden
In de gemeente zijn twee dolmens, de dolmen de la Contrie en de dolmen de la Tardivière. Het gemeentelijk museum heeft een sectie archeologie.
De kapel Notre-Dame de Charné (12e eeuw) heeft nog steeds een kerkhof rond het kerkgebouw.
In de gemeente ligt de beeldentuin van beeldhouwer Louis Derbré (1925-2011) met als opvallendste werk het beeld Mythe.

### Afbeeldingen

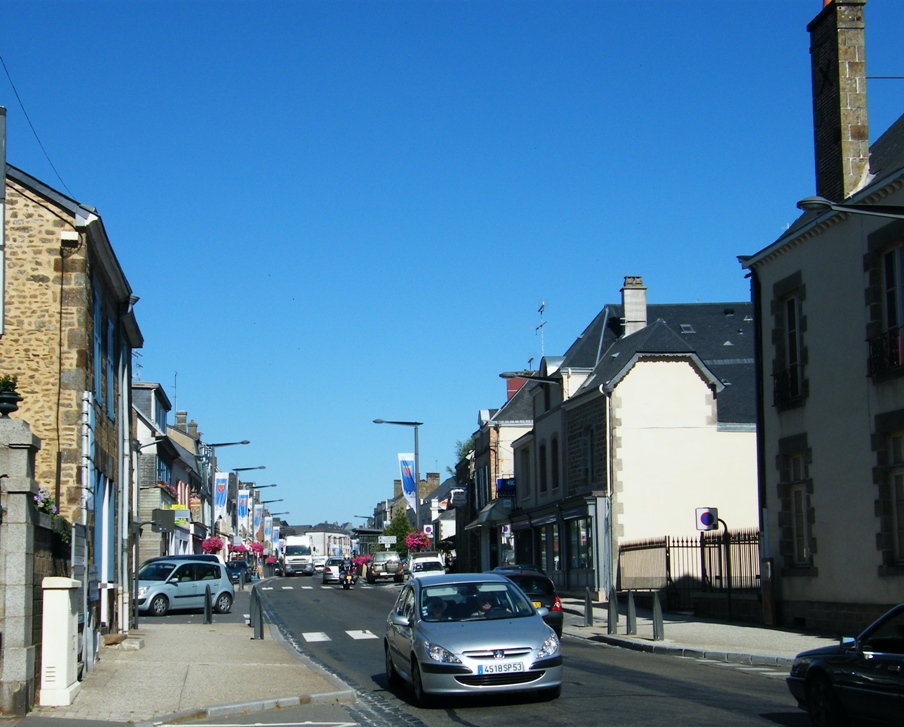
Hoofdstraat
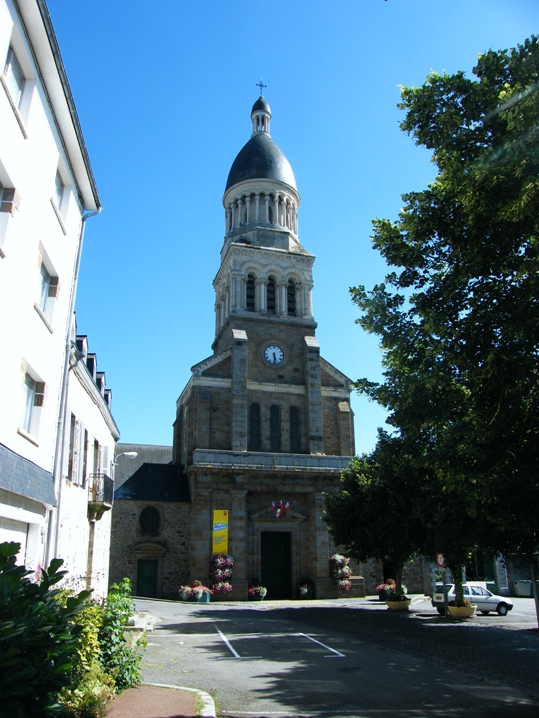
Kerk Notre-Dame-de-l'Assomption
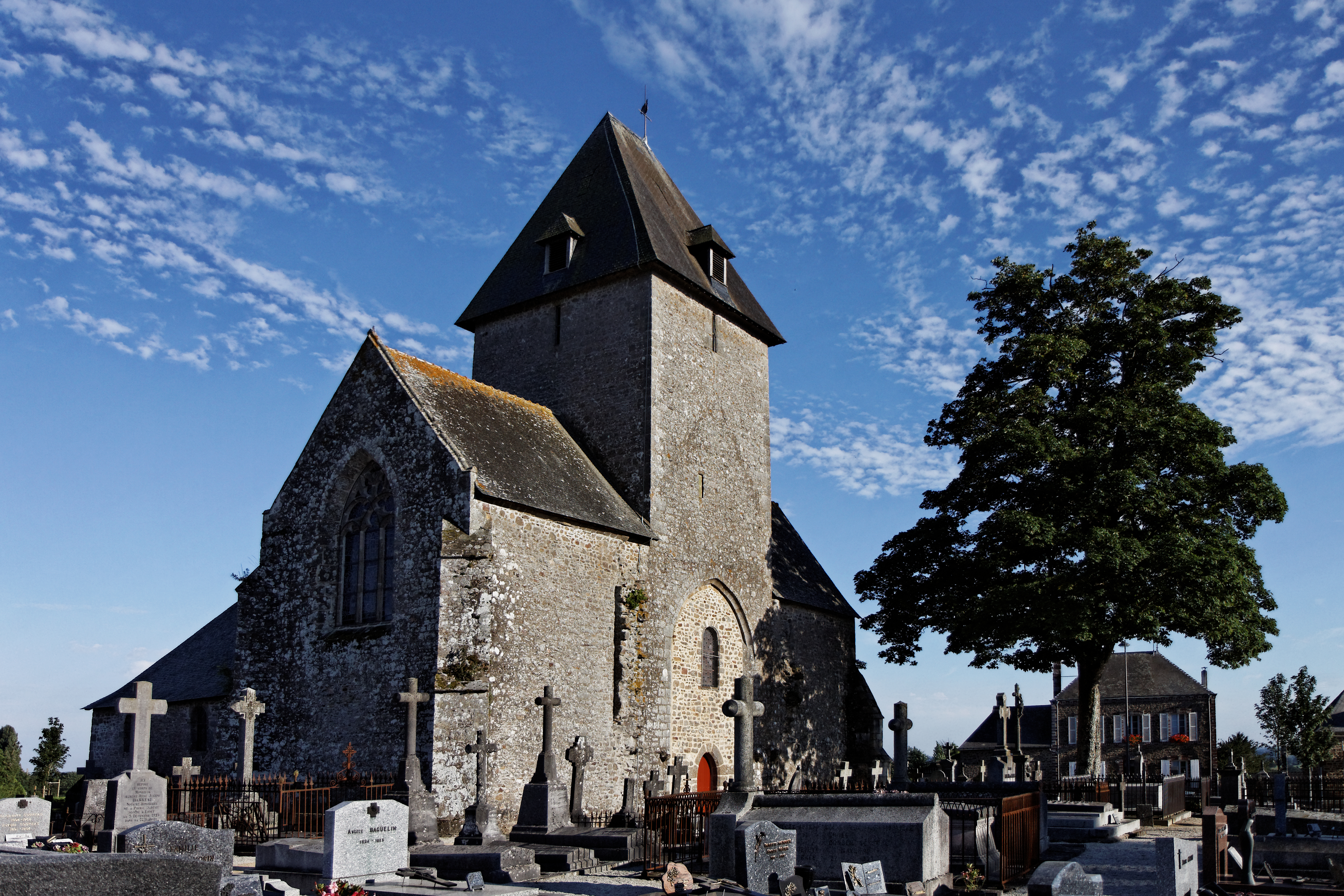
Kapel Notre-Dame de Charné
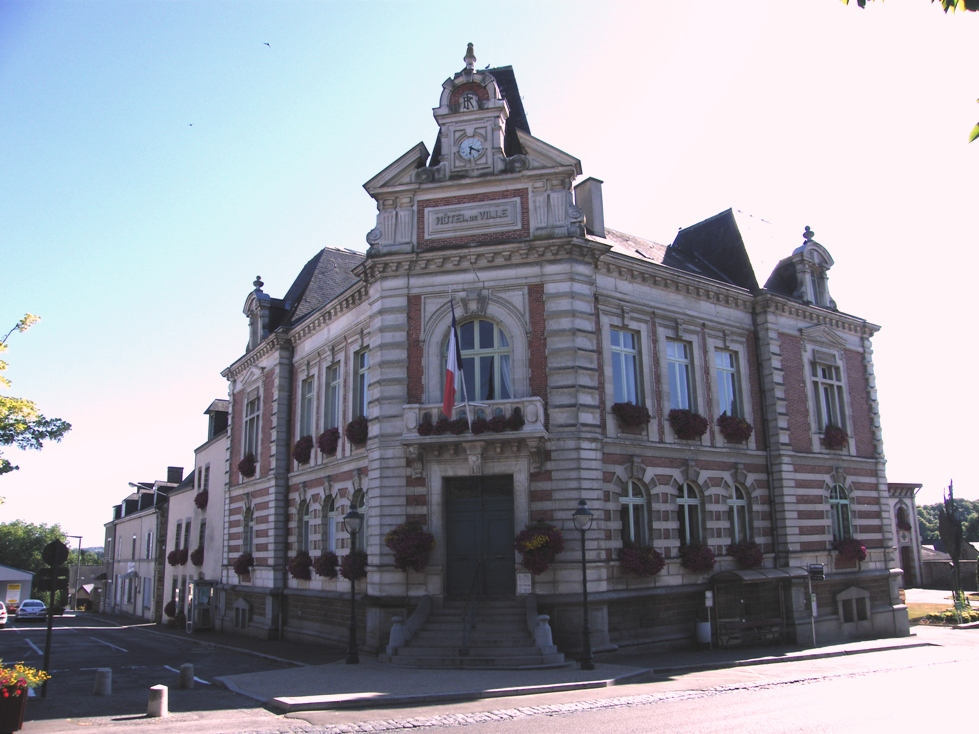
Gemeentehuis
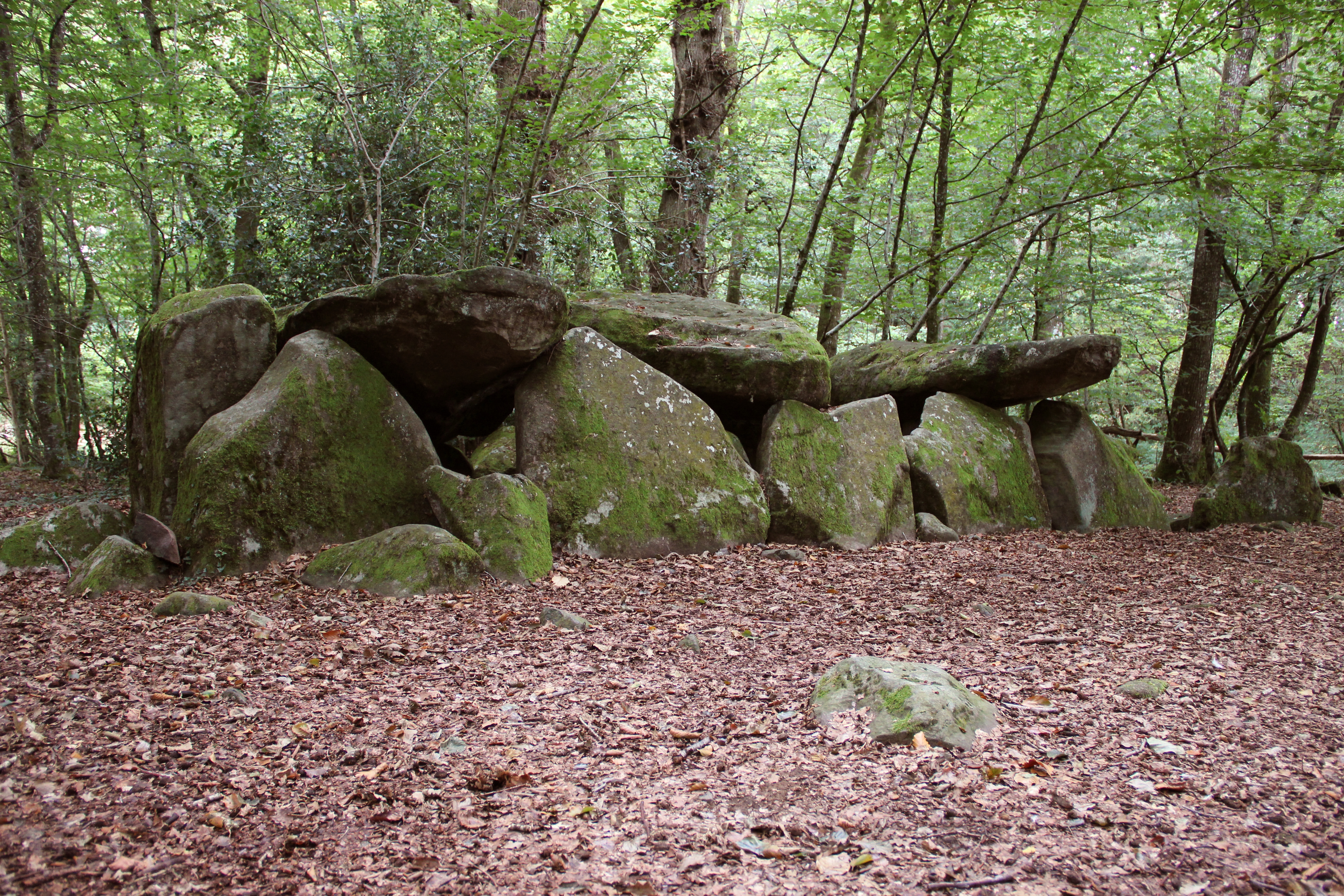
Dolmen de la Contrie
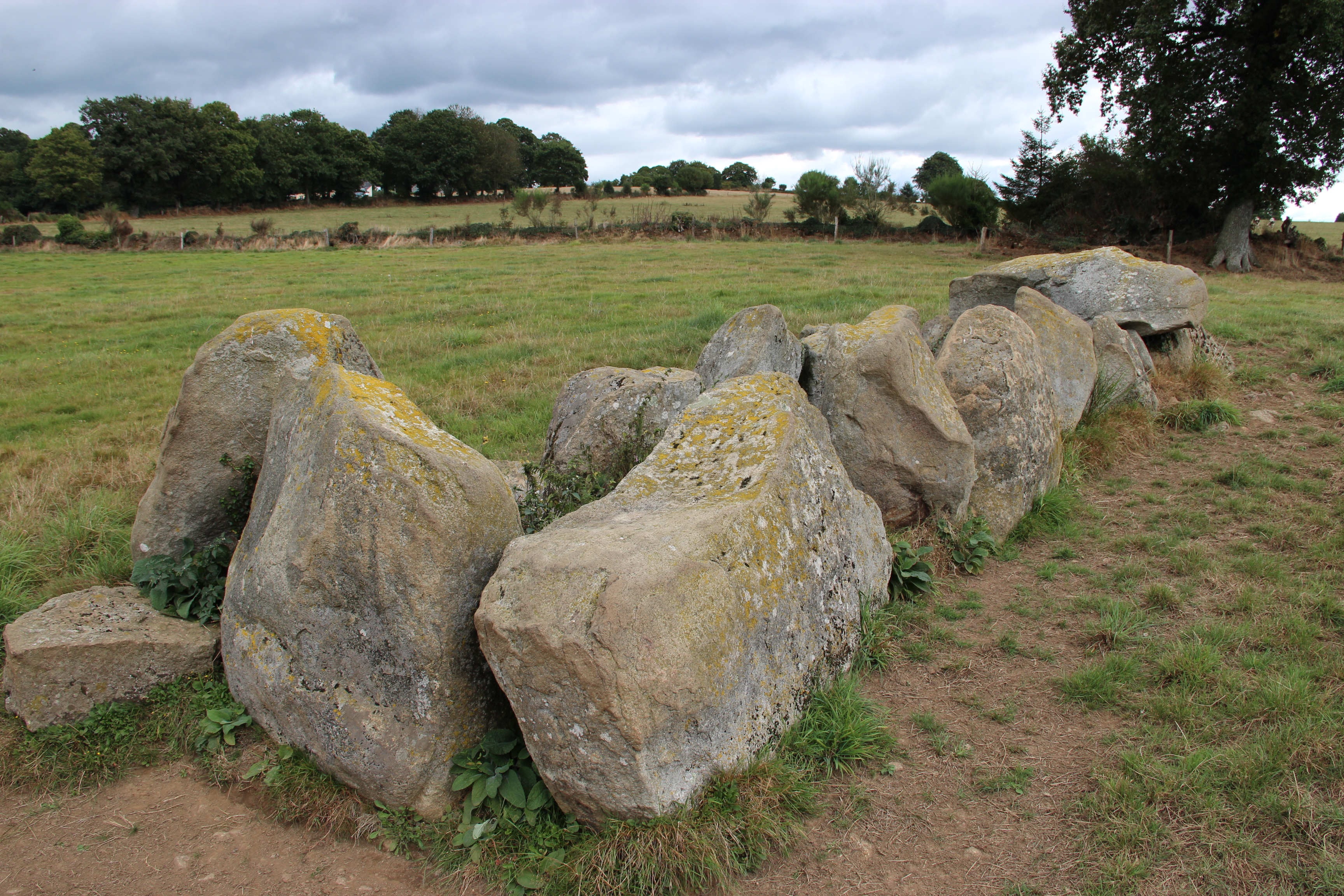
Dolmen de la Tardivière

## Geschiedenis
In 1693 werd de nieuwe kerk Notre Dame de l’Assomption ingewijd. In 1695 kreeg Ernée een eerste burgemeester. In 1793 werd de stad geplunderd door opstandelingen tijdens de opstand in de Vendée. In 1815 werden het stadhuis, het vredegerecht en de gendarmerie ondergebracht in de voormalige benedictijner priorij. In 1911 werd begonnen met de bouw van een nieuw gemeentehuis. Maar de werken werden onderbroken door de Eerste Wereldoorlog en het gemeentehuis werd pas in 1922 ingehuldigd. In de jaren 1980 en 1990 verdween de traditionele industrie (leer, schoenen en kleding).

## Geografie
De oppervlakte van Ernée bedroeg op 1 januari 2022 36,53 vierkante kilometer; de bevolkingsdichtheid was toen 150,9 inwoners per km².
De Ernée stroomt door de gemeente.
De onderstaande kaart toont de ligging van Ernée met de belangrijkste infrastructuur en aangrenzende gemeenten.

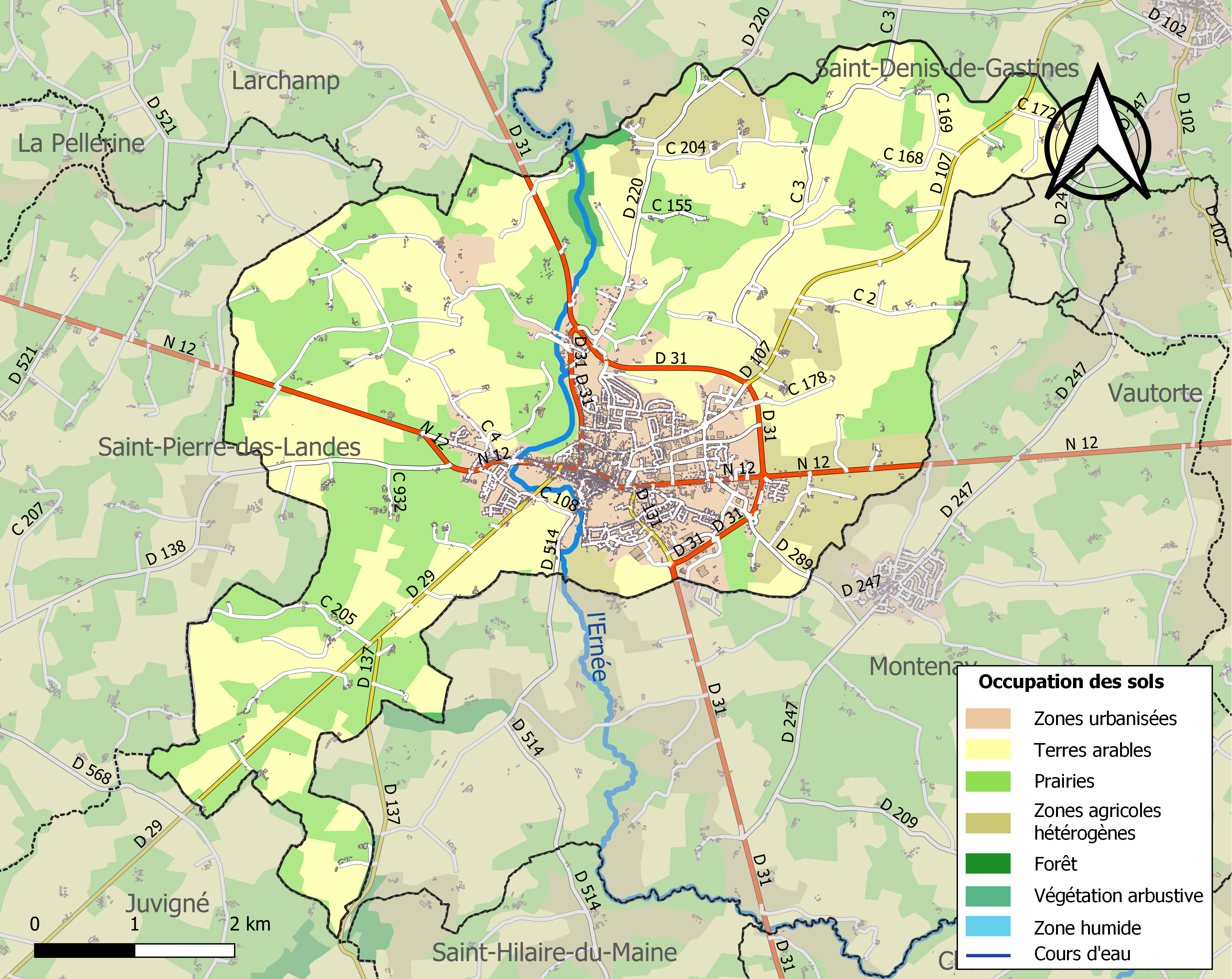

## Demografie
Onderstaande figuur toont het verloop van het inwonertal (bron: INSEE-tellingen).